# 中谷朋子
中谷 朋子（なかたに ともこ、1976年9月29日 - ）は、兵庫県出身の競艇選手である。登録番号3845。身長160cm。血液型A型。78期。

## 来歴
兵庫県立舞子高等学校時代は陸上部に所属、2学年上に小島初佳がいた。1996年デビュー、同年12月1日丸亀競艇場にて「抜き」で初勝利。2000年9月16日鳴門競艇場・GIII渦の女王決定戦競走で初優出（5着）。2005年9月12日津競艇場・女子リーグで初優勝。

## 人物・エピソード
- 父のすすめでボートレース界に入る。2007年右肘靭帯断裂するも完全復帰